# Raphia (vlinders)
Raphia is een geslacht van vlinders uit de familie van de uilen (Noctuidae).

## Soorten
Deze lijst van 14 stuks is mogelijk niet compleet.
- R. abrupta (Grote, 1863)
- R. aethiops (Bang-Haas, 1912)
- R. approximata (Alphéraky, 1887)
- R. buchanani (Rothschild, 1921)
- R. cinderella (Smith, 1903)
- R. coloradensis (Putnam & Cramer, 1886)
- R. corax (Draudt, 1950)
- R. elbea (Smith, 1908)
- R. hybris (Hübner, 1813)
- R. illarioni (Filipjev, 1937)
- R. obsoleta (Kozhanchikov, 1950)
- R. pallula (Edwards, 1886)
- R. peusteria (Püngeler, 1907)
- R. piazzi (Hill, 1927)